# Verre à vin

Verre à vin avec du vin rouge

Le verre à vin est un type de récipient en verre qui est utilisé pour boire et goûter le vin.
Il est composé de trois parties qui sont de haut en bas : le calice, la tige et la base.

## Les parties constitutives d'un verre à vin
Le verre est constitué de trois parties principales, de haut en bas, le calice, la tige et la base.

### Le calice
Les différentes parties du calice (aussi appelé contenant ou gobelet) sont :
- Le buvant est le contour de l’ouverture ou du rebord de la partie supérieure du verre sur laquelle se posent les lèvres. Il existe des buvants épais, moyen et fin. La finesse du buvant  est un signe de qualité pour un verre à vin. Un buvant taillé au laser après le moulage sera plus fin qu'un buvant brut de moule.

- La cheminée est la partie qui constitue les parois du haut du verre et dont, généralement, le diamètre rétrécit vers le haut. Plus la cheminée est large, plus les arômes peuvent s'échapper et l’air s'y engager. À l’inverse, s'il est trop étroit ils resteront emprisonnés en saturant le verre. Un compromis doit être trouvé entre le diamètre et le degré de rétrécissement pour que les arômes puissent être humés par le dégustateur.

- L'épaule du verre est la partie la plus large du calice, elle sert généralement de repère pour la limite haute du niveau du vin servi. C'est donc la jonction entre la cheminée et la paraison. La courbe de l’épaule peut être plus ou moins importante, avec un angle plus ou moins franc ou arrondi.

- La paraison est la partie du fond du gobelet, où repose directement le vin. Selon son diamètre, un vin bénéficiera d'une oxygénation plus ou moins rapide.

### La tige
La tige (ou pied ou jambe du verre), relie la base au gobelet. On appelle bouton le haut de la tige qui fait la jonction entre le calice et la tige. Autrefois épaisses, les tiges de verres se sont amincies au fil des progrès de la verrerie. 

### La base
La base (aussi appelée socle ou cuvette), est toujours plate ou conique. Afin que le verre soit stable, son diamètre varie selon la taille du gobelet du verre, mais aussi pour des raisons esthétiques. Elle peut être gravée au laser pour des raisons commerciales.

## Fabrication
Autrefois, ces trois parties étaient fabriquées séparément puis assemblées ensuite. Actuellement, la technique verrière permet de couler le verre en une seule pièce à partir d'un moule unique. 

## Utilisation
Utiliser un verre à vin de forme et de taille particulières pour chaque style de vin peut être important, car la forme du verre influence la perception de son goût et de ses arômes.
La manière traditionnelle de déguster le contenu d'un verre à vin est de le tenir par la tige, ou éventuellement par la base, afin d'éviter de laisser des traces sur le calice, ce qui n'est pas élégant, et surtout de réchauffer le vin en manipulant le calice. 
Traditionnellement, le verre à eau est disposé à gauche, puis les verres à vin par taille décroissante.

### Dégustation professionnelle

Verre de dégustation INAO.

Le verre à vin de référence est le verre INAO. Improprement appelé INAO, il est en fait un outil de travail défini par un cahier des charges de l'Association française de normalisation (AFNOR), qui a été adopté par l'INAO comme verre de référence en 1970, a reçu sa norme AFNOR en juin 1971 et sa norme ISO 3591 en 1977. L'INAO n'ayant pas déposé de dossier à l'Institut national de la propriété industrielle, il est copié en masse et a supplanté progressivement les autres verres de dégustation dans le monde. 
Cette forme peut être controversée, au profit d'autres variant la taille et l'angle du recourbement, mais restant similaires à la forme globale refermée sur le dessus. En dehors du fait que la forme de ce verre est censée favoriser la dégustation, il est surtout une référence uniforme dans les dégustations officielles. 
Le verre doit être en cristallin (9 % de plomb). Ses dimensions lui confèrent un volume total compris entre 210 mL et 225 mL, elles sont définies comme suit : 
- Diamètre du buvant : 46 mm
- Hauteur du calice : 100 mm
- Hauteur du pied : 55 mm
- Diamètre de l'épaule : 65 mm
- Diamètre du pied : 9 mm
- Diamètre de la base : 65 mm

En effet, à l'occasion de ces dégustations, le verdict des dégustateurs est important. Il est donc indispensable de disposer d'un outil qui fasse le consensus devant un jury voire un tribunal.

## Galerie d'images

Verre « ballon », cheminée très ouverte, forme ronde sans angle.
Verre avec cheminée courbe et légèrement fermée, forme ovale sans angle.
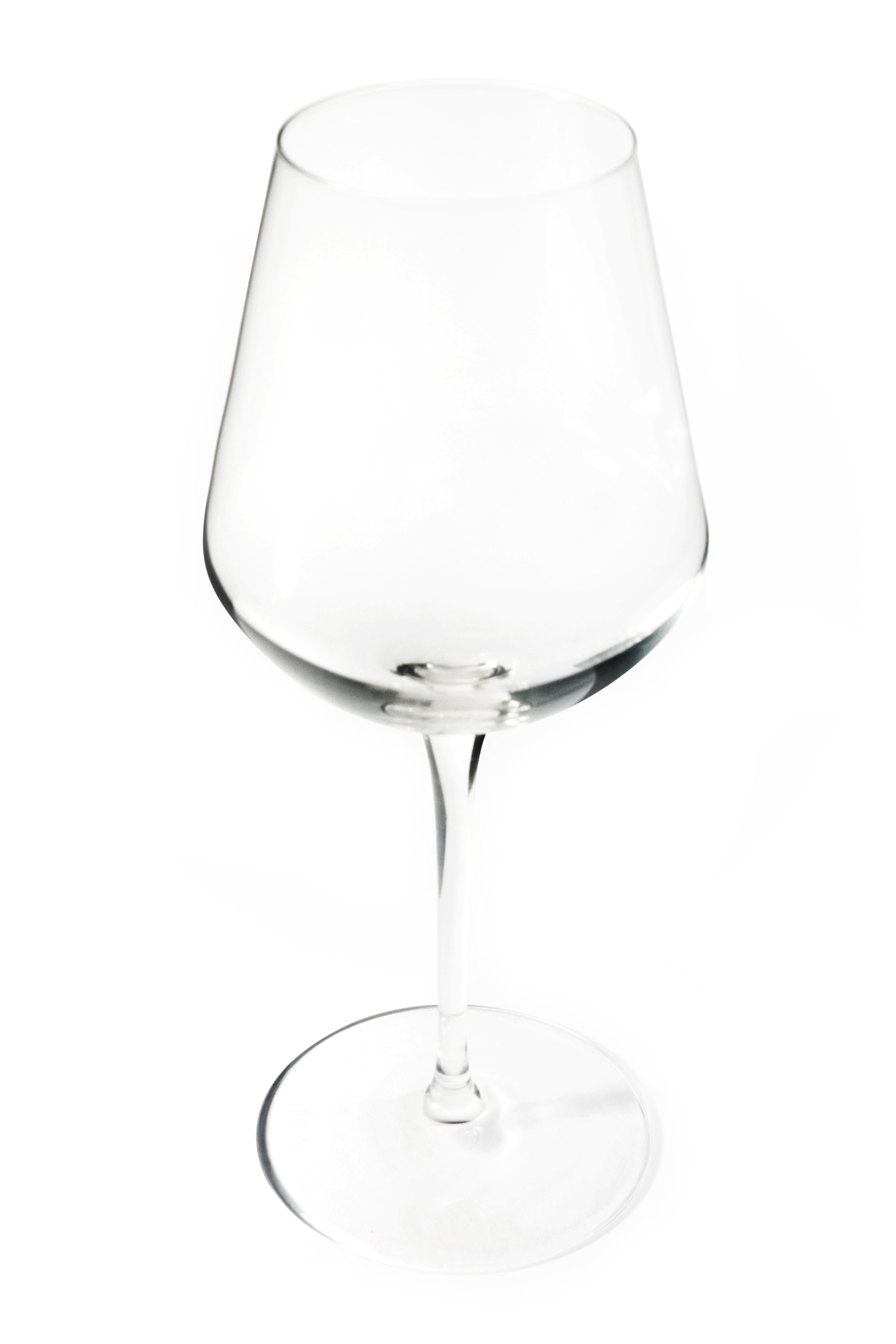
Verre avec cheminée droite et refermée, angle de l'épaule marqué
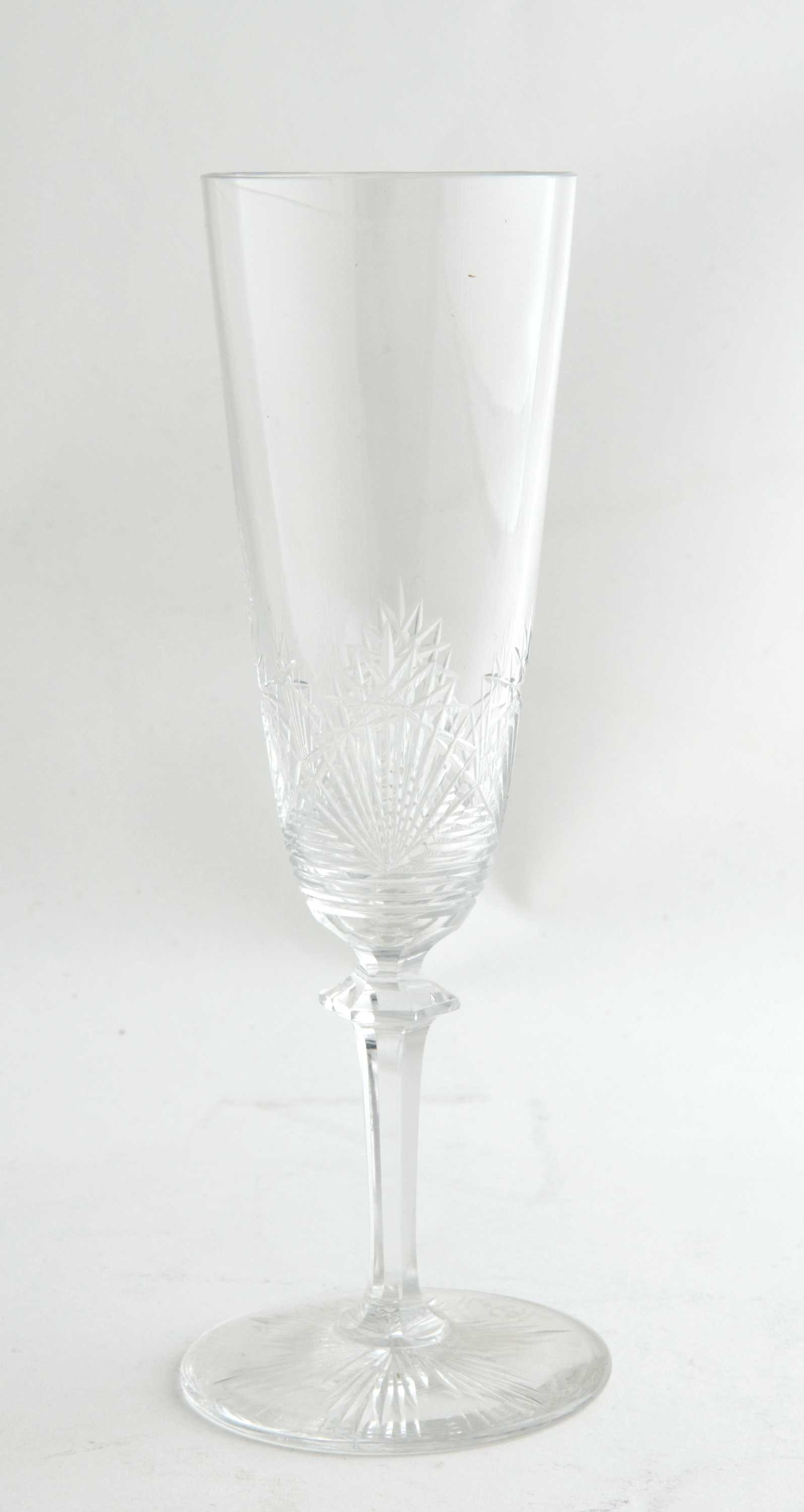
Verre « flûte », cheminée ouverte et droite, absence d'épaule, forme droite (champagne)
Différentes formes de verres à vin et flûtes à champagne.